# 長野県道401号小川長野線

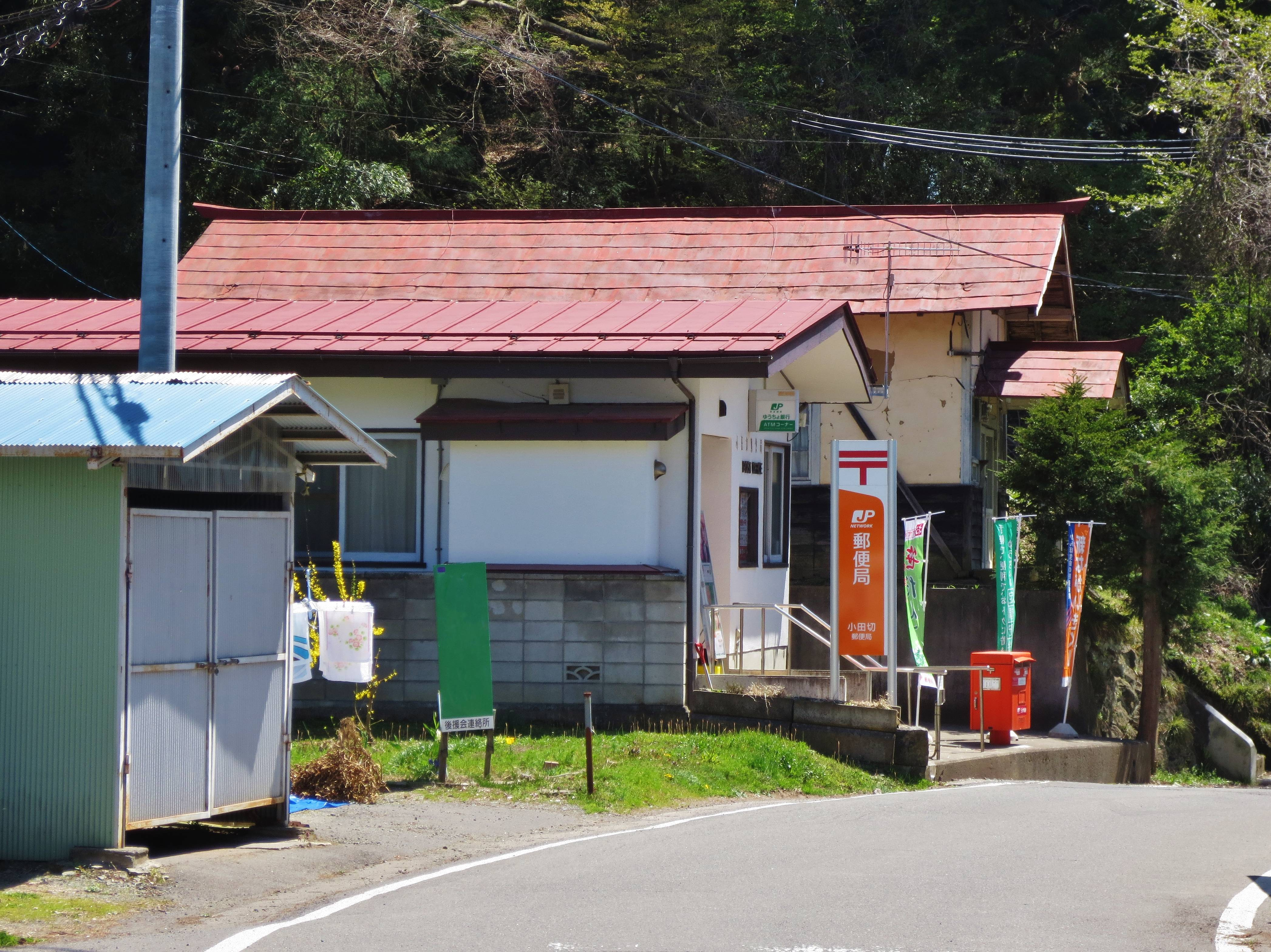
小田切地区中心部を通る本路線

長野県道401号小川長野線（ながのけんどう401ごう おがわながのせん）は、長野県上水内郡小川村から同県長野市に至る一般県道。

## 概要
西山地域（長野市西方の中山間地域）の山間部を、各集落を結び縦貫する路線である。小川村北部で長野県道36号信濃信州新線から分かれ、長野市に入り御山里・日下野地区（旧中条村北部）、七二会・小田切地区の中心部を経て、急傾斜地に拓かれた住宅地（西裾花台団地・地蔵平団地・地蔵平東団地）を抜けると、長野市街地北西の山間で国道406号に合流する。
ほぼ全線がすれ違い困難でヘアピンカーブが続く隘路であるが、長野市側はアルピコ交通（川中島バス）のバス路線（79 川後線）となっており、路線バス（中型車）が走行する。
なお、小川村・長野市間の移動には、長野県道31号長野大町線（オリンピック道路）〜国道19号の利用が一般的である。

### 路線データ
- 起点：上水内郡小川村稲丘（長野県道36号信濃信州新線交点）
- 終点：長野市小鍋（国道406号交点）

## 路線状況

### 重複区間
- 長野県道86号戸隠篠ノ井線（長野市七二会地籍）
- 長野県道406号入山小市線（長野市山田中地籍）

## 地理

### 通過する自治体
- 長野県
  - 上水内郡小川村 - 長野市

## 交差する道路
- 飯米場バス停付近（上水内郡小川村稲丘＝起点）
  - 長野県道36号信濃信州新線
- 古屋敷バス停付近（長野市中条日下野）
  - 長野県道452号古屋敷境ノ沢線
- 七二会小中学校付近（長野市七二会橋詰 - 七二会市場）
  - 長野県道86号戸隠篠ノ井線（※290mほど重複）
- 川後バス停付近（長野市山田中）
  - 長野県道406号入山小市線（※180mほど重複）
- 地蔵平入口バス停付近（長野市小鍋＝終点）
  - 国道406号（百瀬 - 茂菅バイパス）

### 沿線
- アルペンドーム
- やきもち家
- 中条音楽堂（旧日下野小学校）
- 観喜山 正法寺（信濃三十三観音30番札所）
- 長野市立七二会中学校
- 長野市立七二会小学校
- 長野市役所 七二会支所
- 長野市役所 小田切支所
- 長野市青少年錬成センター
- 裾花川